# Big Brother 2005
2005 års säsong var den första att ha tävlande från både Sverige och Norge. Programledare var Adam Alsing och Brita Möystad Engseth. Vinnare blev Britt Goodwin från Norge.
Tvåa kom Tina Kling från Sverige som först blev utröstad i början av säsongen och sen inröstad igen när en annan deltagare lämnade tävlingen. Andra profiler från säsongen var Elita Löfblad, fotomodell och sångerska, och Aylar Lie, en före detta porrskådespelerska och före detta Fröken Norge-kandidat. Big Brother var då Kanal 5 och TVNorges största tittarsuccé någonsin.
Michael Wibecan fick lämna Big Brother-huset efter bara ett dygn efter att produktionsledningen hade fått reda på att han var en känd våldsman i Norge, som bland annat hade slagit en man så svårt att han blev förlamad. Därför beslutade de att ta ut honom ur huset mitt i natten.
Den första rörelsehindrade deltagaren i Sveriges Big Brother var med. Jozephine Dahl satt i rullstol och förflyttade sig själv inne i huset utan problem.

## Deltagare

### Finalister
1. Britt Goodwin (vinnare)
2. Tina Kling
3. Klas Andersen
4. Carl Fredrik Schou
5. Anders Foss

### Deltagare[2]
| Namn                   | Dagen in     | Dagen lämnar   | Resultat    |
| ---------------------- | ------------ | -------------- | ----------- |
| Britt Goodwin          | Day 16       | Day 114        | Winner      |
| Tina Kling             | Day 1 Day 72 | Day 65 Day 114 | Tvåan       |
| Klas Andersen          | Day 1        | Day 114        | 3:e plats   |
| Carl Fredrik Schou     | Day 1        | Day 114        | 4:e plats   |
| Anders Foss            | Day 1        | Day 110        | Utröstad    |
| Kristian Lund          | Day 1        | Day 107        | Utröstad    |
| Annicka Elm            | Day 90       | Day 107        | Utröstad    |
| Elita Löfblad          | Day 1        | Day 100        | Utröstad    |
| Kenneth M. Forsberg    | Day 70       | Day 97         | Utröstad    |
| Aylar Lie              | Day 86       | Day 91         | Lämna huset |
| Laila Robe Ludvigsen   | Day 1        | Day 86         | Utröstad    |
| Jenny Falck            | Day 81       | Day 86         | Utröstad    |
| Madeleine Christensen  | Day 81       | Day 86         | Utröstad    |
| Patrick Strøm          | Day 1        | Day 72         | Utröstad    |
| Liselotte Nilsson      | Day 65       | Day 72         | Utröstad    |
| Dennis Lindqvist       | Day 1        | Day 68         | Lämna huset |
| Michael Wibecan        | Day 58       | Day 60         | Lämna huset |
| Denis Babic            | Day 30       | Day 58         | Utröstad    |
| Hannah Brandt          | Day 1        | Day 51         | Utröstad    |
| Line Rødli Kristiansen | Day 1        | Day 44         | Utröstad    |
| Terese Haraldsen       | Day 1        | Day 37         | Utröstad    |
| Alessandra Zannin      | Day 16       | Day 30         | Utröstad    |
| Jozephine Dahl         | Day 1        | Day 23         | Utröstad    |
| Sebastian Rydén        | Day 1        | Day 16         | Utröstad    |
| Nurcan Nasufovska      | Day 4        | Day 13         | Lämna huset |
| Beate Leiren           | Day 1        | Day 11         | Lämna huset |
| Alečko Akšamija        | Day 1        | Day 9          | Utröstad    |
| Ørjan Johansson        | Day 1        | Day 9          | Utröstad    |
| Cipi Jugovic           | Day 1        | Day 4          | Lämna huset |